# باري (مسلسل)
باري (بالإنجليزية: Barry)‏ هو مسلسل كوميديا سوداء جريمة دراما أمريكي من بطولة بيل هادر، ستيفن روت، ساره غولدبرغ، غلين فليشلر، هنري وينكلر وسارة بورنس، صدر الموسم الأول على قناة إتش بي أو في 24مارس2000

## روابط خارجية
- الموقع الرسمي
- باري (مسلسل) على موقع IMDb (الإنجليزية)
- باري (مسلسل) على موقع ميتاكريتيك (الإنجليزية)
- باري (مسلسل) على موقع روتن توميتوز (الإنجليزية)
- باري (مسلسل) على موقع أول موفي (الإنجليزية)
- باري (مسلسل) على موقع فيلمافينيتي (الإسبانية)
- باري (مسلسل) على موقع كينوبويسك (الروسية)
- باري (مسلسل) على موقع ألو سيني (الفرنسية)
- باري (مسلسل) على موقع قاعدة بيانات الفيلم (الإنجليزية)

لم يتم العثور على روابط لمواقع التواصل الاجتماعي.